# Nebelspitzmaus

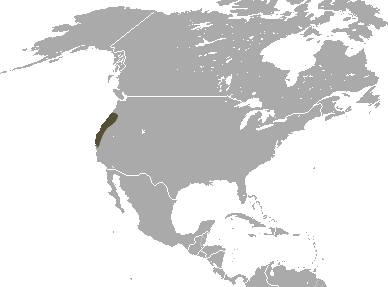
Verbreitungsgebiet der Nebelspitzmaus

Die Nebelspitzmaus (Sorex sonomae) ist eine große Art in der Gattung der Rotzahnspitzmäuse. Sie kommt im Westen Nordamerikas vor. Der Name bezieht sich auf das Verbreitungsgebiet, in dem oft Nebel auftritt. Die Art wird von der IUCN als nicht gefährdet gelistet.

## Merkmale
Diese Spitzmaus erreicht eine Gesamtlänge von 120 bis 158 mm, inklusive eines 45 bis 65 mm langen Schwanzes. Sie hat 13 bis 18 mm lange Hinterfüße sowie 7 bis 8 mm lange Ohren. Das Gewicht beträgt 14 bis 18 g. Die Nominatform S. s. sonomae hat hell bis dunkelbraunes Fell auf der Oberseite, das manchmal einen rötlichen Schatten aufweist, während die Unterseite von dunkler braunem Fell bedeckt ist. Der Schwanz ist bei dieser Unterart einheitlich wie der Rücken gefärbt. Bei S. s. tenelliodus ist die Oberseite dagegen braun bis graubraun und die Unterseite hell pink gefärbt. Gleichfalls weist der Schwanz dieser Unterart eine Aufteilung in eine braune Oberseite und eine rosa Unterseite auf.
Die Nebelspitzmaus hat wie andere Gattungsvertreter auf jeder Seite des Oberkiefers zwischen dem Schneidezahn und dem einzelnen Vormahlzahn fünf einspitzige Zähne (unicuspids). Von diesen sind die ersten beiden am längsten, der Vierte etwas kürzer und der Dritte noch kürzer. Der Fünfte stellt nur einen kleinen rechteckigen Stumpf dar, der vom Vierten durch einen Spalt (Diastema) getrennt ist.

## Verbreitung
Das Verbreitungsgebiet der Art liegt am Pazifik in den US-amerikanischen Bundesstaaten Kalifornien und Oregon. Die Unterart S. s. tenelliodus ist auf die nördlichen und östlichen Grenzbereiche des Gebietes in Oregon beschränkt. Als Habitat dienen feuchte Nadelwälder, der Vegetationstyp Chaparral sowie Salzwiesen.

## Lebensweise
Bei Weibchen kommen vermutlich zwischen März und September mehrere Würfe vor. Pro Wurf werden 3 bis 5 Jungtiere geboren. Die Nebelspitzmaus frisst verschiedene wirbellose Tiere wie Schnecken, Spinnen und Insekten. Mit etwa 4,1 % spielen Pflanzen, vor allem Samen, eine untergeordnete Rolle, Pilze erreichen einen Anteil von 3,7 % im Nahrungsspektrum. Bodenlebende Beute spürt die Nebelspitzmaus mit Hilfe des Geruchssinn auf, fliegende Beute dagegen mit dem Sehsinn. Die Tiere verzehren ihre Beute entweder sofort oder bringen sie zum Nest, wo sie mitunter im betäubten Zustand aufbewahrt wird. Ausnahmen bilden gefährliche Beutetiere wie stechende Invertebraten, die sofort getötet werden. Die Nebelspitzmaus ist eher nachtaktiv und hält keinen Winterschlaf. Exemplare in Gefangenschaft bauten ein Nest aus Pflanzenteilen und etablierten spezielle Defäkationsstellen.

## Systematik
Die Nebelspitzmaus wurde im Jahr 1921 von Hartley H. T. Jackson wissenschaftlich erstbeschrieben, Hartley führte sie unter der Bezeichnung Sorex pacificus sonomae als Unterart der Pazifischen Spitzmaus (Sorex pacificus) ein. Der Holotyp umfasst ein 133 mm langes ausgewachsenes, männliches Individuum, das Anfang Juni 1913 von Alfred C. Shelton am Gualala River im Sonoma County in Kalifornien aufgesammelt worden war. Erst im Jahr 1990 wurde die Nebelspitzmaus von Leslie N. Carraway in den Status der Art gehoben. Sowohl die Pazifische als auch die Nebelspitzmaus unterscheiden sich von anderen Rotzahnspitzmäusen der Region durch die Struktur der beiden inneren, zweispitzigen Schneidezähne, die eng beieinander stehen und nicht gabelartig durch eine Lücke getrennt werden.